# Јабланица (Бугарска)
Јабланица (буг. Ябланица) град је у Републици Бугарској, у средишњем делу земље, седиште истоимене општине Јабланица у оквиру Ловечке области.

## Географија
Положај: Јабланица се налази у средишњем делу Бугарске. Од престонице Софије град је удаљен 90 km североисточно, а од обласног средишта Ловеча град је удаљен 60 км западно.
Рељеф: Област Јабланице се налази у области средишње Старе планине. Град се образовао у омањој долини са северне стране планине, на приближно 475 метара надморске висине.
Клима: Клима у Јабланици је континентална.
Воде: У околини Јабланице има више мањих водотока.

## Историја
Област Јабланице је првобитно била насељена Трачанима, а после њих њом владају стари Рим и Византија. Јужни Словени ово подручје насељавају у 7. веку. Од 9. века до 1373. године област је била у саставу средњовековне Бугарске.
Крајем 14. века област Јабланице је пала под власт Османлија, који владају облашћу 5 векова.
1878. године град је постао део савремене бугарске државе. Насеље убрзо постаје средиште окупљања за села у околини, са више јавних установа и трговиштем. Насеље је званично проглашено за рад 1968. године.

## Становништво
По проценама из 2007. године. Јабланица је имала нешто око 3.000 ст. Огромна већина градског становништва су етнички Бугари. Остатак су махом Роми. Последњих деценија број становника у граду стагнира због удаљености од главних токова развоја у земљи.
Претежна вероисповест месног становништва је православна.